# Prostitución en Siria
La prostitución en Siria es ilegal, pero la ley no se aplica estrictamente. ONUSIDA llegó a calcular en 2016 que había cerca de 25 000 prostitutas en el país. Desde el comienzo de la guerra civil siria, muchas mujeres han huido del país y han recurrido a la prostitución para sobrevivir en Jordania, Turquía y el Líbano. El tráfico sexual y el turismo sexual infantil son problemas en Siria.

## Historia
En el siglo XII, el erudito Al Jazarí describió en sus escritos a una alcahueta de Damasco. Reclutaba mujeres para prostituirlas en bodas. Las llevaba a un lugar seguro fuera de la ciudad donde su marido era el proxeneta. Finalmente, fueron detenidos. La mujer confesó durante la tortura y fue estrangulada. El marido huyó y nunca fue detenido.
En la Siria otomana se toleraba la prostitución. Bajo el Mandato francés (1923-1946), la prostitución era legal y estaba regulada. Al principio del Mandato había 742 prostitutas registradas, pero se cree que el número real era mucho mayor.
A partir de 2003, muchas mujeres que huían de la guerra de Irak ejercieron la prostitución en el submundo para ganarse la vida. Algunas fuentes afirman que hasta 50 000 mujeres iraquíes refugiadas en Siria, muchas de ellas viudas recientes o huérfanas sin cualificación profesional, iniciaron la prostitución como única fuente para ganarse la vida.

## Turismo sexual
En la década de 2000, el país fue un destino de turismo sexual para el mundo árabe, en particular Arabia Saudí. El gran número de mujeres y niños iraquíes que se vieron obligados a recurrir a la prostitución para sobrevivir, o que fueron víctimas de la trata, garantizó un gran número de prostitutas disponibles para los turistas.
En el suburbio de Saidnaya, en Damasco, había más de 100 "clubes turísticos" en los que se ofrecían principalmente chicas menores de edad.
Tras el comienzo de la guerra civil, el turismo disminuyó.

## Tráfico sexual
Se trata de un país de origen y destino de mujeres y niños sometidos al tráfico sexual, cuya situación se ha visto agravada por la guerra civil, con cerca de cinco millones de desplazados a fecha de 2017.
En marzo de 2016, los medios de comunicación informaron de que mujeres de Nepal y Bangladesh se veían obligadas a trabajar en la industria del sexo en Siria. En junio de 2014, el Estado Islámico anunció el establecimiento de un califato islámico en la región, extendiéndose hacia Irak. La organización terrorista obligaba a niñas sirias a someterse a pruebas de virginidad antes de comerciar con ellas en "bazares de esclavas" y enviarlas a diversas provincias y a otros países para someterlas a esclavitud sexual. En una incursión en aldeas en la provincia de Hasaka, capturaron 30 mujeres cristianas asirias y las obligó a someterse a esclavitud sexual.
La población refugiada siria es muy vulnerable a la trata en los países vecinos, especialmente Jordania, Líbano, Irak y Turquía. Las mujeres y niñas refugiadas sirias son vulnerables a los matrimonios forzados o temporales y a la trata con fines sexuales en los campos de refugiados, en Jordania y en el Kurdistán iraquí, incluida Solimania. En Bagdad, Basora y otras ciudades del sur de Irak, los informes de 2015 indicaban que algunas refugiadas sirias fueron obligadas a prostituirse por una red de trata en hoteles y burdeles. En Turquía y Líbano continúan los informes sobre redes de prostitución ilícita de mujeres y niñas refugiadas sirias, administradas por hombres locales, mientras que la policía libanesa publicó informes en 2014 en los que se detallaba la venta de mujeres refugiadas sirias por parte de hombres locales. Según los informes, las personas LGBTI entre la población de refugiados sirios en Líbano son vulnerables a la trata sexual por parte de proxenetas libaneses.
La Oficina de Vigilancia y Lucha contra la Trata de Personas del Departamento de Estado de los Estados Unidos clasificó en 2022 a Siria como "nivel 3".